# آلفا رومئو تیپو ای

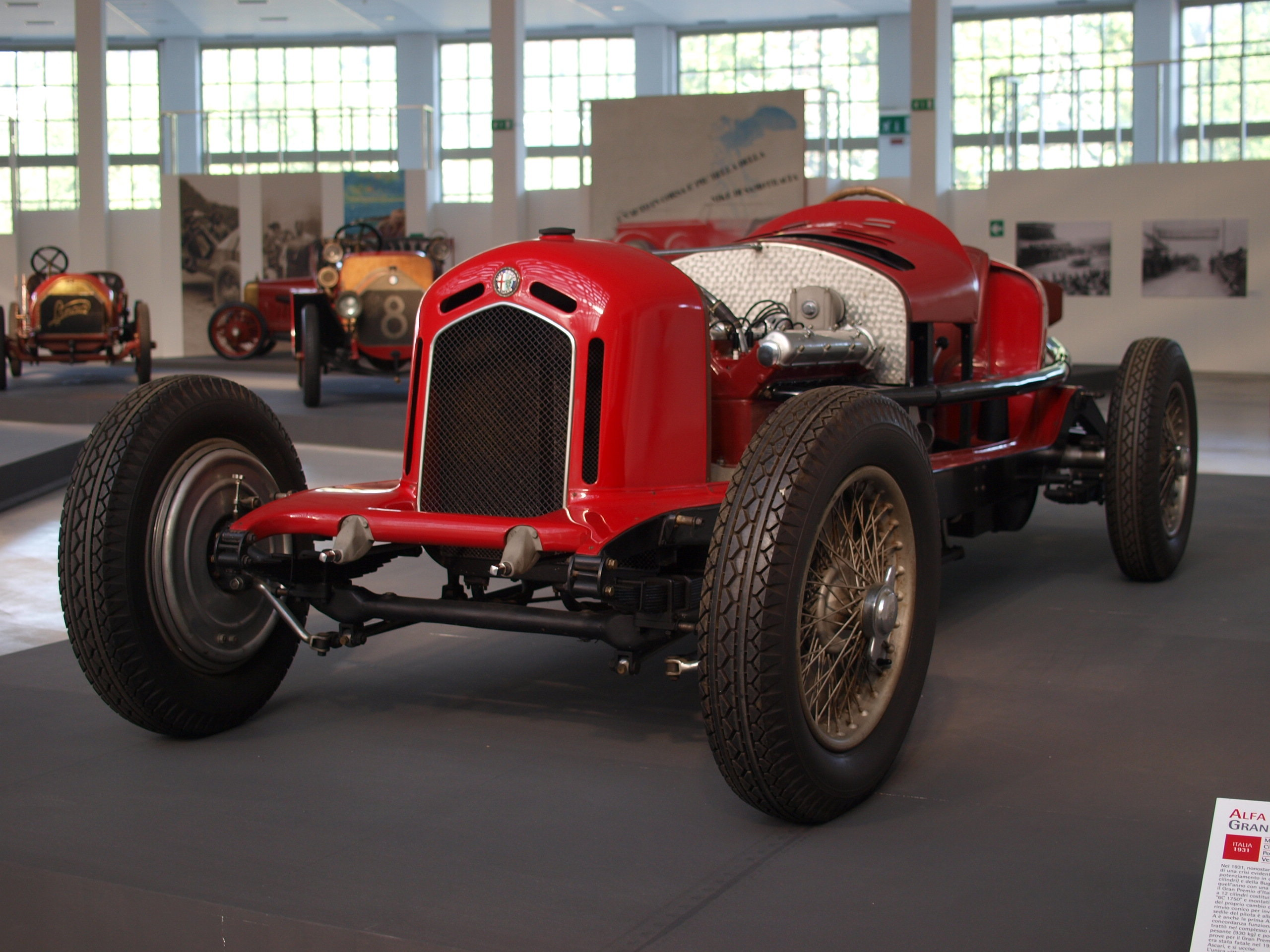

آلفارومئو تیپو ای (Alfa Romeo Tipo A) خودرویی است که در سال‌های ۱۹۳۱تولید شده‌است.
این خودرو در کلاس اتومبیلرانی قرار گرفته و طراحی آن خودروهای موتور جلو-محور عقب بوده است. سیستم جعبه‌دندهٔ آن ۳ دنده به صورت دستی است.